# Louis Noguès
 (juillet 2025).
Louis Noguès est un homme politique français, né le 3 mars 1858 à Mauléon-Barousse (Hautes-Pyrénées) et mort le 30 mai 1945 à Tarbes (Hautes-Pyrénées).

## Biographie
Avoué, il entre très jeune en politique en devenant conseiller général du canton de Mauléon-Barousse. Dès 1898[réf. souhaitée], il est président du conseil général. C'est une figure du radicalisme, l'un des fondateurs du parti radical-socialiste dans son département. En 1900, il est maire de Mauléon-Barousse, et devient ensuite maire de Bagnères-de-Bigorre.
De 1906 à 1919, il est député des Hautes-Pyrénées. Battu en 1919, il retrouve son siège en 1924. Dès 1925, il passe au Sénat où il reste jusqu'en 1936. Son activité parlementaire est très faible, essentiellement consacrée aux problèmes de son département.

## Sources
- « Louis Noguès », dans le Dictionnaire des parlementaires français (1889-1940), sous la direction de Jean Jolly, PUF, 1960 [détail de l’édition]